# Ponte Long Biên
Il ponte Long Biên (in vietnamita Cầu Long Biên), chiamato in origine ponte Paul Doumer, è un ponte a sbalzo che collega i distretti di Long Bien e Hoan Kiem della città di Hanoi, capitale del Vietnam.

## Descrizione
Il ponte permette alla ferrovia che collega il nord ed il sud del Vietnam proveniente da Saigon di attraversare il fiume Rosso dopo la stazione ferroviaria di Hanoi e di continuare il suo percorso sulla riva sinistra in direzione di Lào Cai per poi dirigersi verso la regione dello Yunnan in Cina oppure verso la città portuale di Haiphong sul golfo del Tonchino.
Con una lunghezza totale di 1 682 m, un'altezza di 13,5 m ed una larghezza di 30 m, il ponte Long Biên fu il primo ponte d'acciaio ad attraversare le acque del fiume Rosso. A metà della sua lunghezza, il ponte poggia sulla punta dell'isolotto fluviale di Phu Xua.

## Storia

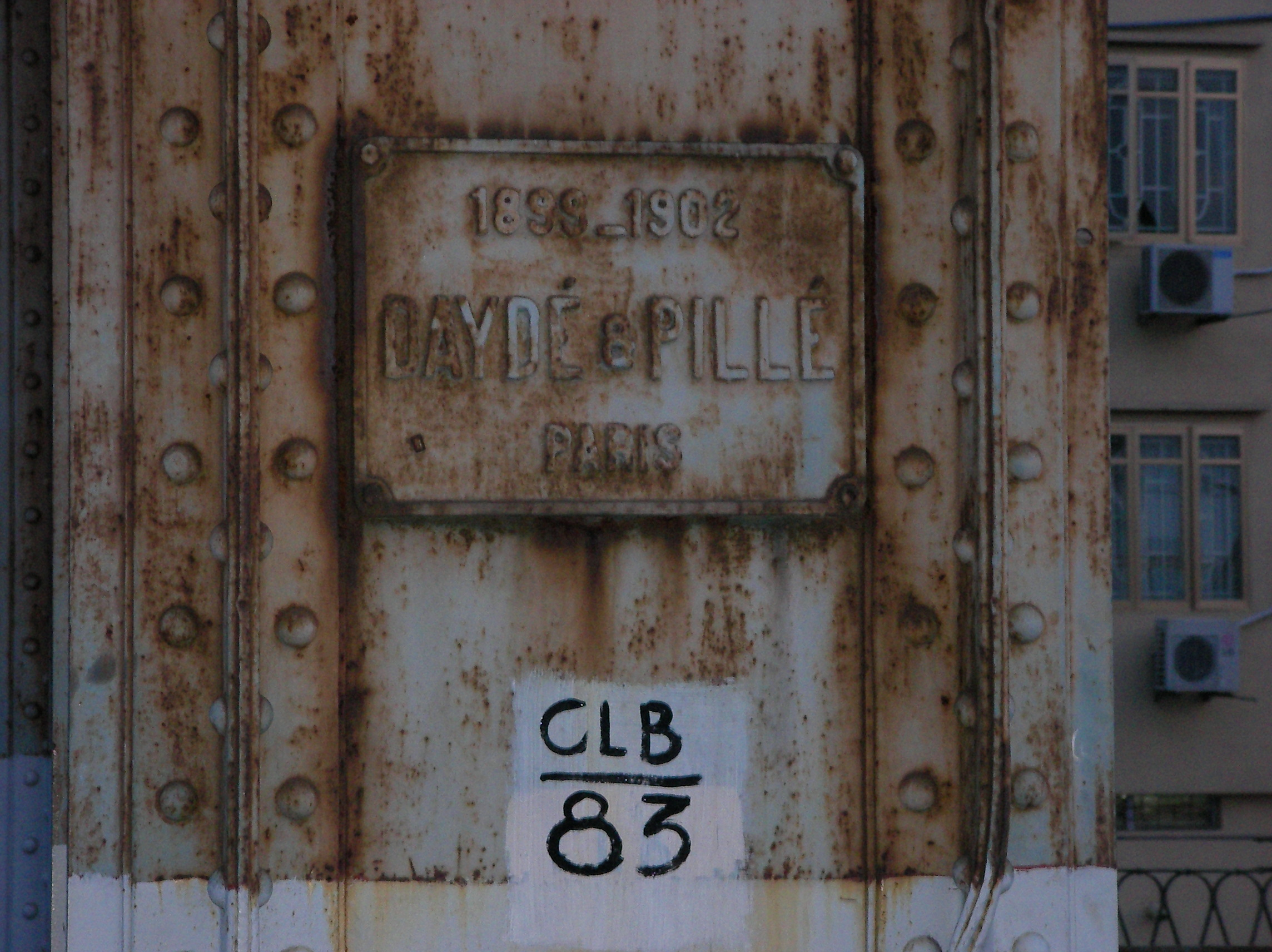
Il nome del costruttore appare scritto su questo pilastro

Il ponte è stato costruito all'epoca dell'Indocina francese da parte dell'azienda Daydé & Pillé (società assorbita in seguito dal gruppo Eiffel), per un investimento totale di 10,5 milioni di franchi dell'epoca. I lavori, iniziati nel 1898, furono terminati il 28 febbraio 1902. Il ponte venne infine inaugurato il 23 febbraio 1903 da Paul Doumer e dal nuovo governatore Paul Beau in presenza del re Thành Thái, davanti ad una vasta folla di persone accorse per l'evento. Il governo comunista al potere dal 1954 ha ribattezzato la struttura ponte Long Biên dal nome dell'antica capitale tonchinese che si supponeva essere locata nel sito della moderna Hanoi (supposizione errata).
Venne bombardato durante la guerra del Vietnam in quanto obiettivo strategico, essendo l'unico ponte sul fiume rosso che connetteva Hanoi con il porto di Haiphong. Il primo attacco ebbe luogo nel 1967 e causò il crollo della sezione centrale del ponte, bombardata da 20 F-105 della aviazione degli Stati Uniti. Venne colpito nuovamente nel maggio 1972 da bombe a guida laser e reso inutilizzabile per un anno.
Oggi il ponte è usato solamente dal traffico ferroviario e pedonale, mentre i nuovi ponti di Chương Dương, Thanh Trì, Thăng Long, Vĩnh Tuy e Nhật Tân servono il crescente traffico automobilistico.

## Galleria d'immagini

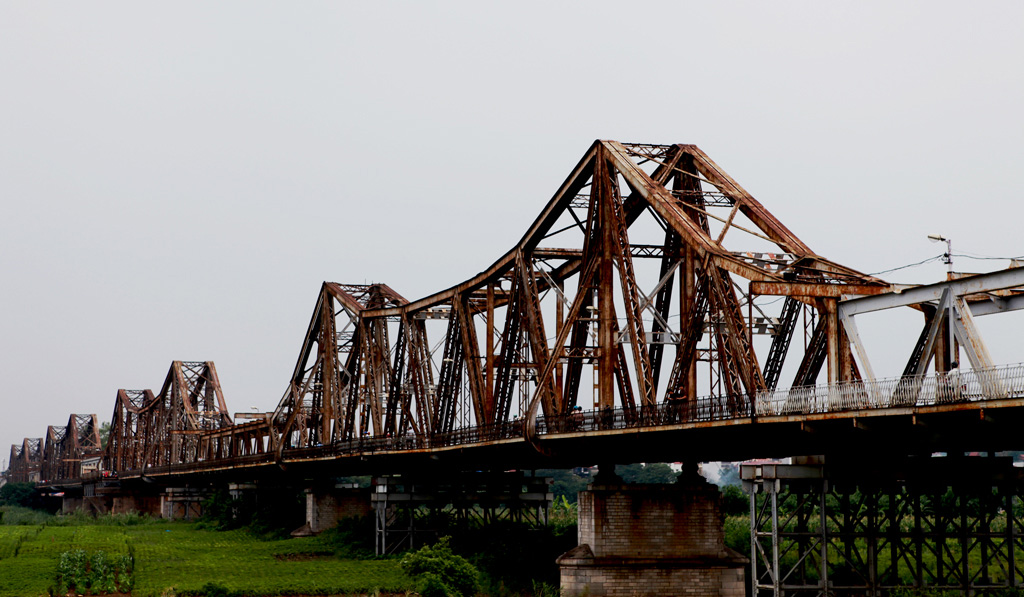
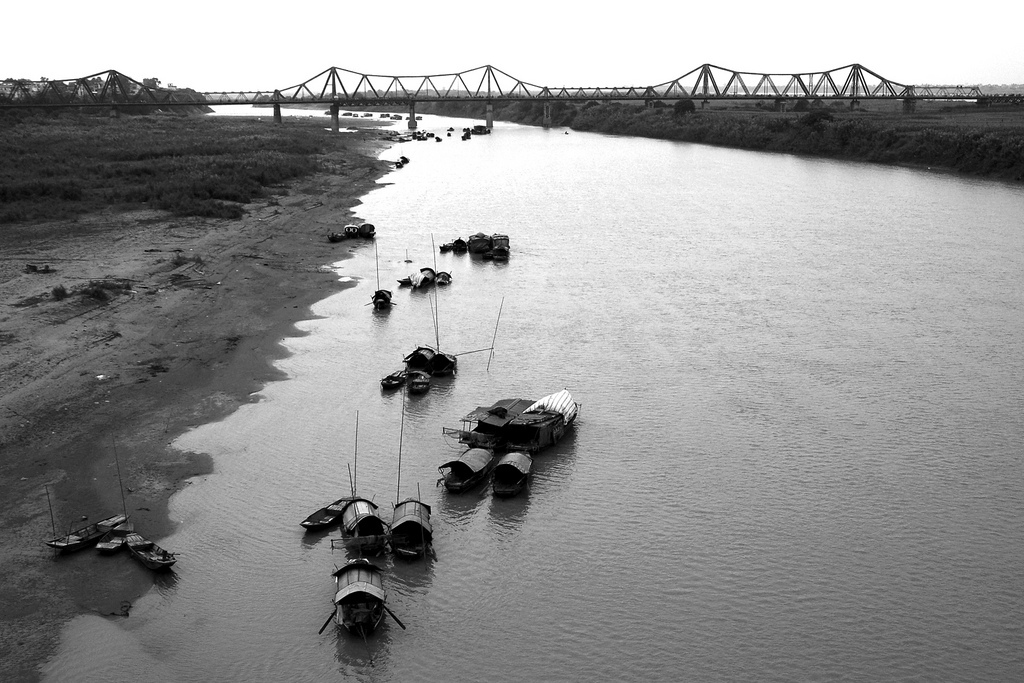
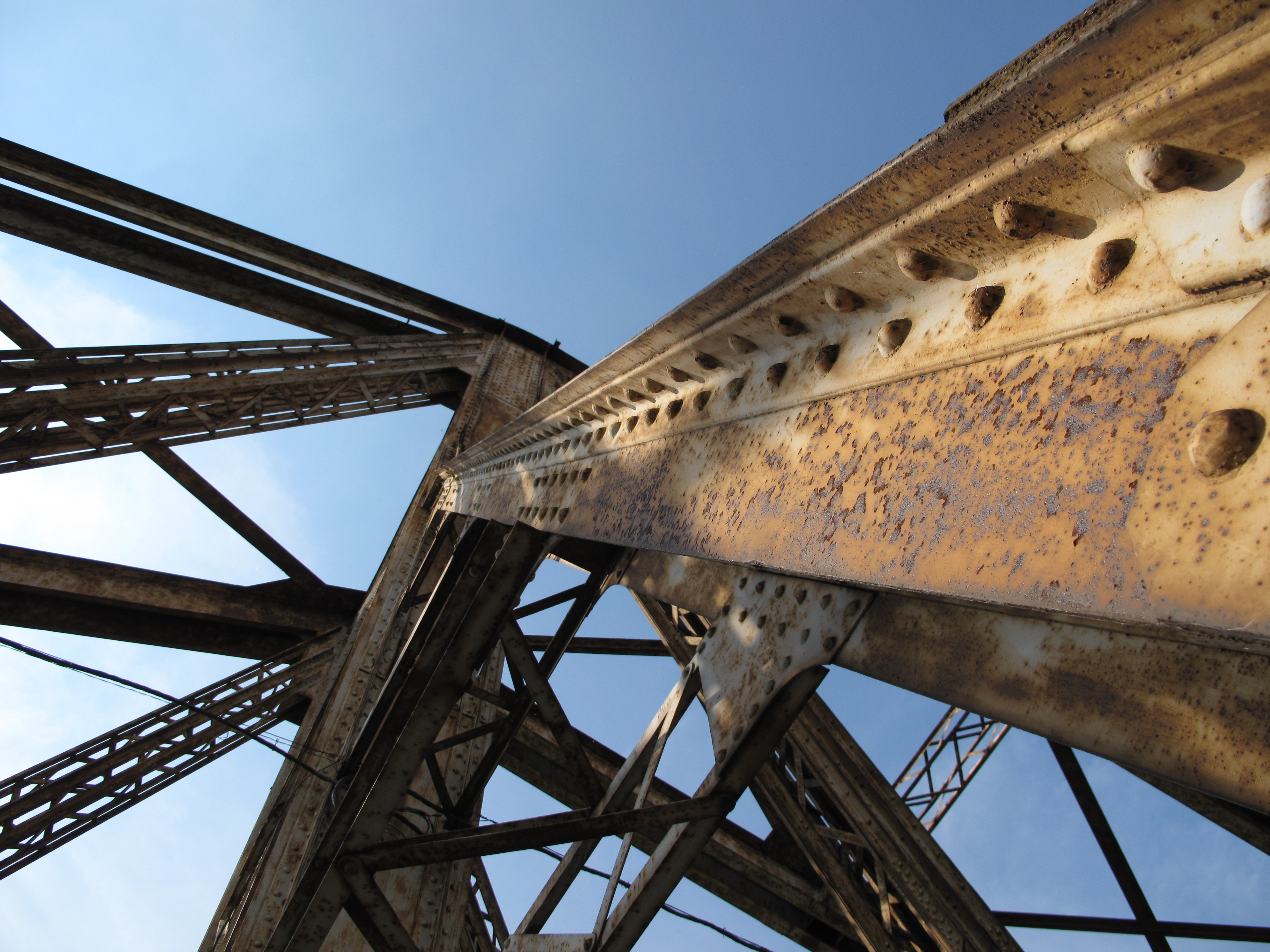